# Чекин, Никифор
Никифор Чекин — геодезист и русский полярный исследователь Великой Северной экспедиции XVIII века.
В 1735 году назначен геодезистом в Ленско-енисейского отряд экспедиции лейтенанта Василия Прончищева. Участник плавания Прончищева на дубель-шлюпке «Якутск» в 1735—1736 годах. Летом 1736 года исследовал нижнее течение реки Анабар. В составе экспедиции Прончищева занимался геодезической съёмкой северной Якутии и восточных берегов Таймыра. Осенью 1736 года вместе с Семёном Челюскиным вернулся в Якутск санным путём.
Весной 1739 снова плавал на дубель-шлюпке «Якутск» уже под руководством Харитона Лаптева. 27 июля 1739 года вместе с 6 гребцами исследовал вход в залив Нордвик. Весной 1740 года на собаках пересёк полуостров Таймыр: прошёл от нижней Хатанги к озеру Таймыр, а затем по реке  Нижней Таймыре к её устью, окончательно доказав, что она впадает в Карское море. Далее произвёл съёмку морского берега к западу от устья Таймыры на протяжении более 100 км.
В 1741 году сделал геодезическую съёмку и описал восточное побережье Таймыра от устья Хатанги до островов Петра.
В 1750-е годы Чекин был владельцем нескольких промысловых зимовий в низовьях Хатанги, участвовал в работах Нерчинской экспедиции Ф. И. Соймонова.